# Daouda Diakité
Daouda Diakité est un footballeur burkinabè né le 30 mars 1983. Il est le gardien titulaire de la sélection nationale.

## Biographie
Lors de la demi-finale de la CAN 2013 face au Ghana, il qualifie son équipe lors de la séance de tirs au but, en arrêtant le tir d'Emmanuel Badu.

## Carrière
- 2002-2005 : Étoile Filante Ouagadougou ( Burkina Faso)
- 2005-jan. 2011 : Arab Contractors SC ( Égypte)
- jan. 2011-2012 : KV Turnhout ( Belgique)
- 2012-2013 : K Lierse SK ( Belgique)
- 2014- : Free State Stars ( Afrique du Sud)

### En sélection
il a été sélectionné en équipe du Burkina A en 2008

## Palmarès
- Vainqueur de la Coupe du Burkina Faso en 2003 avec l'Étoile Filante Ouagadougou
- Finaliste de la Coupe d'Afrique des nations 2013 avec l'équipe du Burkina Faso

## Distinctions
Le 12 février 2013, il est fait officier de l'ordre national burkinabé à la suite des résultats obtenus par l'équipe du Burkina Faso lors de la CAN 2013 en Afrique du Sud.